# Lac Klooga
Le lac Klooga (estonien : Klooga järv est un lac se situant dans la commune de Lääne-Harju en Estonie,,,.

## Présentation
Lac allongé dans le sens nord-sud, situé à 1 kilomètre au sud de la gare de Klooga et d'une superficie de 133,2 hectares, le lac mesure 2,97 kilomètres de long et 800 mètres de large,. 
Du côté nord du lac se trouve le village de Klooga et du côté ouest du lac se trouve le marais Klooga raba.
Le lac comprend 3 îles d'une superficie totale de 0,3 hectares, une île de 50 mètres de long et deux îles plus petites près du rivage,. 
Le lac est entouré d'une chaîne de dunes boisées du côté nord et une pinède pousse sur la rive. À l’est, une terre cultivée atteint le lac. La rive ouest est couverte d'une tourbière, la rive sud présente des prairies arbustives humides.
Le lac se trouve à 11,8 mètres d'altitude.  
La péninsule Võika nina s'étend dans le lac.
L’émissaire du lac est le fossé de Kloogajärv, qui conflue avec le fleuve Vasalemma après un parcours de 1,5 kilomètre. 
Le fleuve se jette dans le golfe de Finlande à Paldiski à environ 8 kilomètres. 
Huit petits ruisseaux champêtres se jettent dans le lac depuis la ferme du côté est et un ruisseau marécageux depuis le marais du côté ouest. 
L'étendue du bassin versant du lac est de 5,8 kilomètres carrés,,.

## Galerie

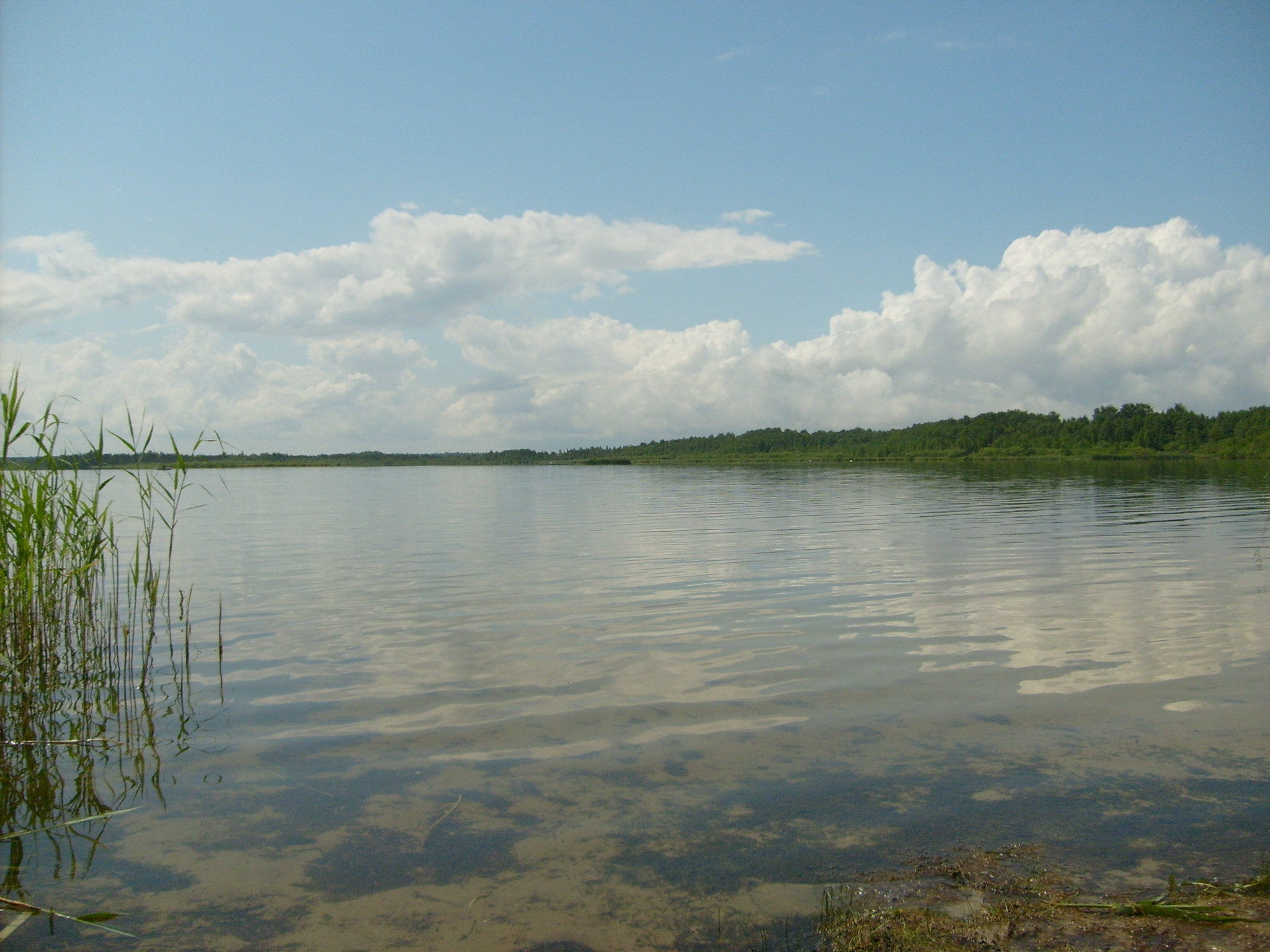
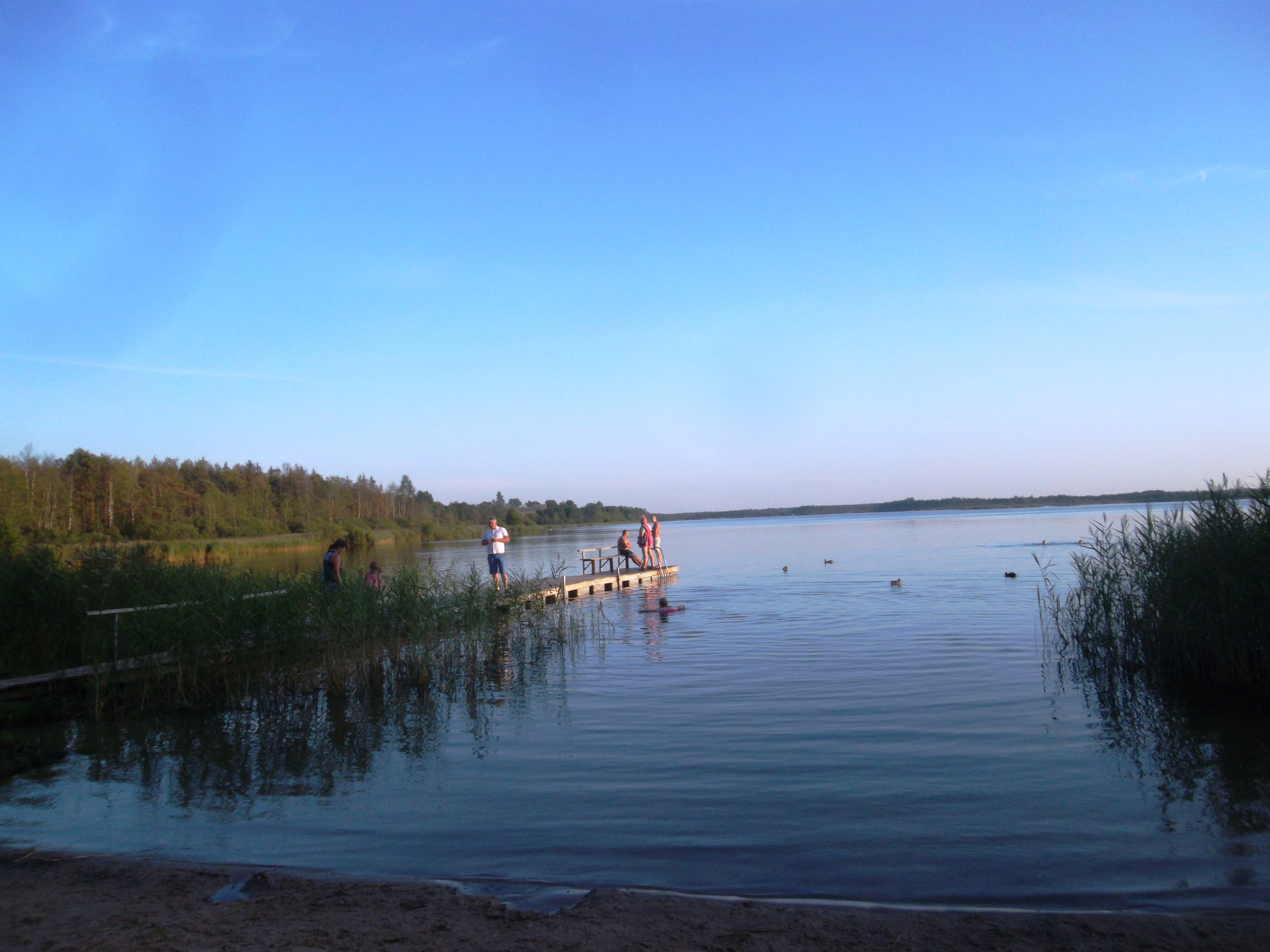
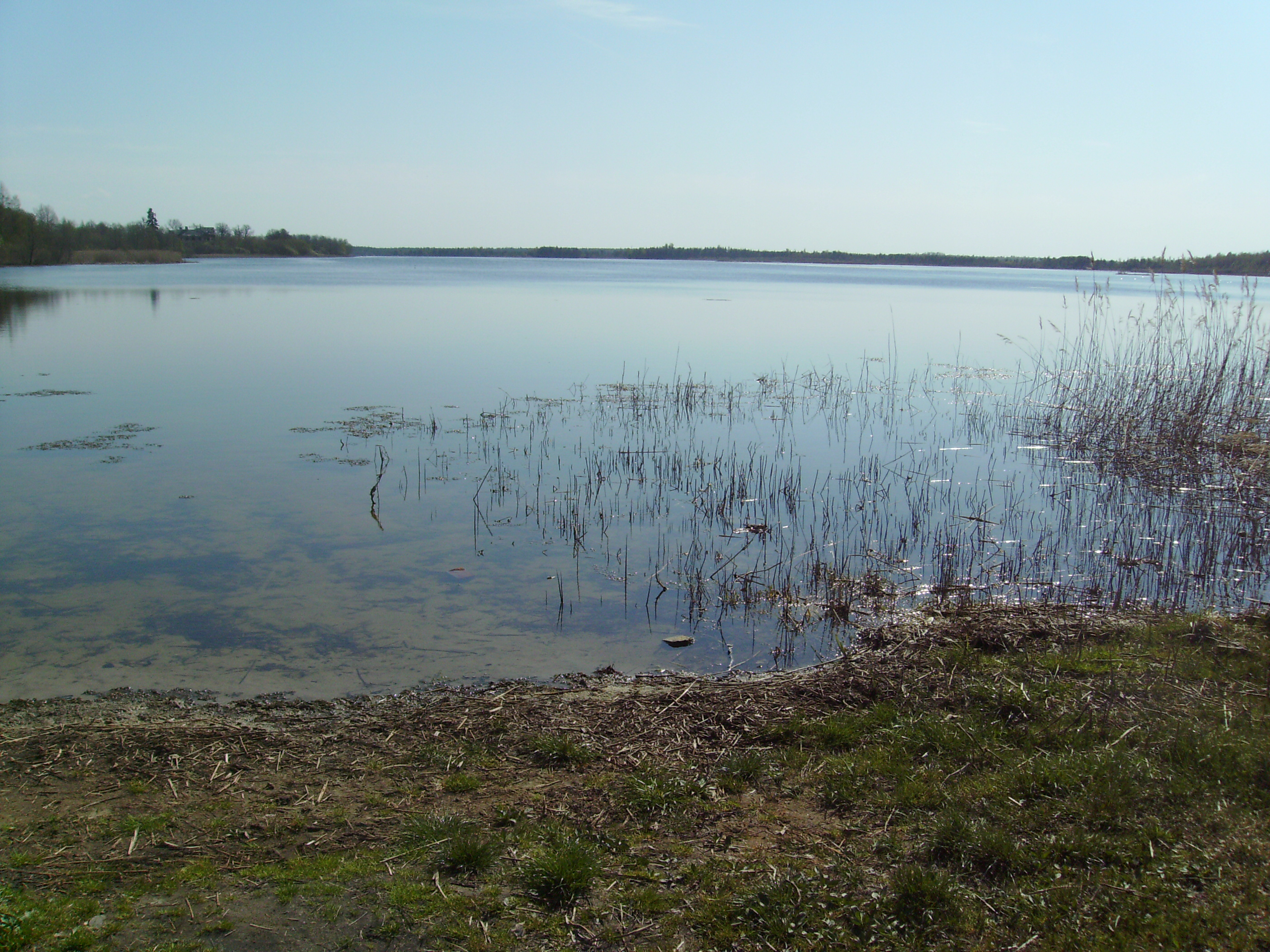